# Siro-Ermopoli
Siro-Ermopoli (in greco Σύρος-Ερμούπολη?) è un comune della Grecia nella periferia dell'Egeo Meridionale di 21.507 abitanti al censimento 2011.
Il territorio comunale comprende l'isola omonima più l'isola di Giura (Gyaros) oltre a numerose isole disabitate e costituisce un'unità periferica composta dall'unico comune omonimo.